# Grande Prêmio Ciclista a Marsellesa de 2023
A 44.ª edição da clássica ciclista Grande Prêmio Ciclista a Marsellesa foi uma corrida no França que se celebrou a 29 de janeiro de 2023 com início e final na cidade de Marselha  sobre um percurso de 167,8 quilómetros.
A corrida fez parte do UCI Europe Tour de 2023, calendário ciclístico dos Circuitos Continentais da UCI, dentro da categoria 1.1 e foi vencida pelo estado-unidense Neilson Powless do EF Education-EasyPost. Completaram o pódio, como segundo e terceiro classificado respectivamente, o francês Valentin Ferron do TotalEnergies e o belga Brent Van Moer do Lotto Dstny.

## Equipas participantes
Tomaram parte na corrida 20 equipas: 6 de categoria UCI WorldTeam, 9 de categoria UCI ProTeam e 5 de categoria Continental. Formaram assim um pelotão de 139 ciclistas dos que acabaram 124. As equipas participantes foram:
| Equipes WorldTeam (6)- AG2R Citroën Team - Cofidis - Groupama-FDJ - Alpecin-Deceuninck - EF Education-EasyPost - Arkéa-Samsic Equipes ProTeam (9)- TotalEnergies - Bingoal WB - Equipo Kern Pharma - Israel-Premier Tech - Lotto Dstny - Team Flanders-Baloise - Uno-X Pro Cycling Team - Tudor Pro Cycling Team - Caja Rural-Seguros RGA Equipes Continentais (5)- Go Sport-Roubaix Lille Métropole - Nice Métropole Côte d'Azur - Saint Michel-Mavic-Auber 93 - CIC U Nantes Atlantique - Beltrami TSA-Tre Colli |
| |

## Classificação final
- A classificação finalizou da seguinte forma:[3]

| \| Classificação geral \| Classificação geral \| Classificação geral \| Classificação geral \| Classificação geral \| \| Ciclista \| Ciclista \| Equipe \| Tempo \| \| \| ------------------- \| ------------------- \| ---------------------- \| ------------------- \| ------------------- \| \| 1. \| Neilson Powless \| EF Education-EasyPost \| 4h19m13s \| \| \| 2. \| Valentin Ferron \| TotalEnergies \| + 1m15s \| \| \| 3. \| Brent Van Moer \| Lotto Dstny \| + 1m15s \| \| \| 4. \| Jenno Berckmoes \| Team Flanders-Baloise \| + 1m15s \| \| \| 5. \| Krists Neilands \| Israel-Premier Tech \| + 1m15s \| \| \| 6. \| Pierre-Luc Périchon \| Cofidis \| + 1m15s \| \| \| 7. \| Thibault Guernalec \| Arkéa-Samsic \| + 1m15s \| \| \| 8. \| Lenny Martinez \| Groupama-FDJ \| + 1m15s \| \| \| 9. \| Enzo Paleni \| Groupama-FDJ \| + 1m15s \| \| \| 10. \| Petr Kelemen \| Tudor Pro Cycling Team \| + 1m19s \| \| |                     |                        |          |
| |                     |                        |          |
| Fonte: ProCyclingStats |                     |                        |          |
| Classificação geral |                     |                        |          |
| Ciclista | Ciclista            | Equipe                 | Tempo    |
| 1. | Neilson Powless     | EF Education-EasyPost  | 4h19m13s |
| 2. | Valentin Ferron     | TotalEnergies          | + 1m15s  |
| 3. | Brent Van Moer      | Lotto Dstny            | + 1m15s  |
| 4. | Jenno Berckmoes     | Team Flanders-Baloise  | + 1m15s  |
| 5. | Krists Neilands     | Israel-Premier Tech    | + 1m15s  |
| 6. | Pierre-Luc Périchon | Cofidis                | + 1m15s  |
| 7. | Thibault Guernalec  | Arkéa-Samsic           | + 1m15s  |
| 8. | Lenny Martinez      | Groupama-FDJ           | + 1m15s  |
| 9. | Enzo Paleni         | Groupama-FDJ           | + 1m15s  |
| 10. | Petr Kelemen        | Tudor Pro Cycling Team | + 1m19s  |

## Ciclistas participantes e posições finais
| Arkéa-Samsic ARK | Arkéa-Samsic ARK          | Arkéa-Samsic ARK |
| ---------------- | ------------------------- | ---------------- |
| Num              | Ciclista                  | Pos              |
| 1                | Maxime Bouet (FRA)        | 68.              |
| 2                | Luca Mozzato (ITA)        | 72.              |
| 3                | Clément Champoussin (FRA) | 60.              |
| 4                | Laurent Pichon (FRA)      | 67.              |
| 5                | Thibault Guernalec (FRA)  | 7.               |
| 6                | Jenthe Biermans (BEL)     | 17.              |
| 7                | Clément Russo (FRA)       | 31.              |

| AG2R Citroën Team ACT | AG2R Citroën Team ACT     | AG2R Citroën Team ACT |
| --------------------- | ------------------------- | --------------------- |
| Num                   | Ciclista                  | Pos                   |
| 11                    | Benoît Cosnefroy (FRA)    | 61.                   |
| 12                    | Pierre Gautherat (FRA)    | 123.                  |
| 13                    | Lawrence Naesen (BEL)     | 111.                  |
| 14                    | Oliver Naesen (BEL)       | 41.                   |
| 15                    | Nicolas Prodhomme (FRA)   | DNF                   |
| 16                    | Valentin Retailleau (FRA) | 117.                  |
| 17                    | Larry Warbasse (USA)      | 64.                   |

| Cofidis COF | Cofidis COF               | Cofidis COF |
| ----------- | ------------------------- | ----------- |
| Num         | Ciclista                  | Pos         |
| 21          | Benjamin Thomas (FRA)     | 84.         |
| 22          | Thomas Champion (FRA)     | 74.         |
| 23          | Alexandre Delettre (FRA)  | 83.         |
| 24          | Wesley Kreder (NED)       | 85.         |
| 25          | Anthony Perez (FRA)       | 47.         |
| 26          | Pierre-Luc Périchon (FRA) | 6.          |
| 27          | Rémy Rochas (FRA)         | 73.         |

| Groupama-FDJ GFC | Groupama-FDJ GFC        | Groupama-FDJ GFC |
| ---------------- | ----------------------- | ---------------- |
| Num              | Ciclista                | Pos              |
| 31               | Bruno Armirail (FRA)    | 54.              |
| 32               | Enzo Paleni (FRA)       | 9.               |
| 33               | Fabian Lienhard (SUI)   | 81.              |
| 34               | Lenny Martinez (FRA)    | 8.               |
| 35               | Jake Stewart (GBR)      | NP               |
| 36               | Lars van den Berg (NED) | 75.              |
| 37               | Samuel Watson (GBR)     | 23.              |

| Alpecin-Deceuninck ADC | Alpecin-Deceuninck ADC      | Alpecin-Deceuninck ADC |
| ---------------------- | --------------------------- | ---------------------- |
| Num                    | Ciclista                    | Pos                    |
| 41                     | Dries De Bondt (BEL)        | 12.                    |
| 42                     | Axel Laurance (FRA)         | 48.                    |
| 43                     | Edward Planckaert (BEL)     | 34.                    |
| 44                     | Lionel Taminiaux (BEL)      | 119.                   |
| 45                     | Fabio Van den Bossche (BEL) | 13.                    |
| 46                     | Ayco Bastiaens (BEL)        | 116.                   |
| 47                     | Siebe Roesems (BEL)         | 115.                   |

| EF Education-EasyPost EFE | EF Education-EasyPost EFE | EF Education-EasyPost EFE |
| ------------------------- | ------------------------- | ------------------------- |
| Num                       | Ciclista                  | Pos                       |
| 51                        | Stefan Bissegger (SUI)    | 82.                       |
| 52                        | Simon Carr (GBR)          | 77.                       |
| 53                        | Marijn van den Berg (NED) | 11.                       |
| 54                        | Ben Healy (IRL)           | 86.                       |
| 55                        | Mark Padun (UKR)          | DNF                       |
| 56                        | Neilson Powless (USA)     | 1.                        |

| TotalEnergies TEN | TotalEnergies TEN        | TotalEnergies TEN |
| ----------------- | ------------------------ | ----------------- |
| Num               | Ciclista                 | Pos               |
| 61                | Pierre Latour (FRA)      | 122.              |
| 62                | Jérémy Cabot (FRA)       | 92.               |
| 63                | Alexis Vuillermoz (FRA)  | 44.               |
| 64                | Thomas Bonnet (FRA)      | 95.               |
| 65                | Mathieu Burgaudeau (FRA) | 55.               |
| 66                | Sandy Dujardin (FRA)     | 37.               |
| 67                | Valentin Ferron (FRA)    | 2.                |

| Israel-Premier Tech IPT | Israel-Premier Tech IPT | Israel-Premier Tech IPT |
| ----------------------- | ----------------------- | ----------------------- |
| Num                     | Ciclista                | Pos                     |
| 71                      | Sep Vanmarcke (BEL)     | 14.                     |
| 72                      | Guillaume Boivin (CAN)  | 18.                     |
| 73                      | Ben Hermans (BEL)       | 78.                     |
| 74                      | Hugo Houle (CAN)        | 19.                     |
| 75                      | Krists Neilands (LAT)   | 5.                      |
| 76                      | Dylan Teuns (BEL)       | 71.                     |
| 77                      | Nadav Raisberg (ISR)    | 40.                     |

| Uno-X Pro Cycling Team UXT | Uno-X Pro Cycling Team UXT       | Uno-X Pro Cycling Team UXT |
| -------------------------- | -------------------------------- | -------------------------- |
| Num                        | Ciclista                         | Pos                        |
| 81                         | Anders Halland Johannessen (NOR) | DNF                        |
| 82                         | Kristoffer Halvorsen (NOR)       | 24.                        |
| 83                         | William Blume Levy (DEN)         | 107.                       |
| 84                         | Martin Bugge Urianstad (NOR)     | 87.                        |
| 85                         | Rasmus Tiller (NOR) (estrada)    | 70.                        |
| 86                         | Erik Nordsæter Resell (NOR)      | 69.                        |
| 87                         | Fredrik Dversnes (NOR)           | 46.                        |

| Lotto Dstny LTD | Lotto Dstny LTD          | Lotto Dstny LTD |
| --------------- | ------------------------ | --------------- |
| Num             | Ciclista                 | Pos             |
| 91              | Arnaud De Lie (BEL)      | 27.             |
| 92              | Johannes Adamietz (GER)  | HD              |
| 93              | Cedric Beullens (BEL)    | DNF             |
| 94              | Jasper De Buyst (BEL)    | 80.             |
| 95              | Sébastien Grignard (BEL) | 26.             |
| 96              | Liam Slock (BEL)         | 32.             |
| 97              | Brent Van Moer (BEL)     | 3.              |

| Bingoal WB BWB | Bingoal WB BWB          | Bingoal WB BWB |
| -------------- | ----------------------- | -------------- |
| Num            | Ciclista                | Pos            |
| 101            | Julian Mertens (BEL)    | 66.            |
| 102            | Luca De Meester (BEL)   | 103.           |
| 103            | Johan Meens (BEL)       | 42.            |
| 104            | Rémy Mertz (BEL)        | 28.            |
| 105            | Ludovic Robeet (BEL)    | 39.            |
| 106            | Luca Van Boven (BEL)    | 50.            |
| 107            | Nathan Vandepitte (FRA) | 118.           |

| Team Flanders-Baloise TFB | Team Flanders-Baloise TFB | Team Flanders-Baloise TFB |
| ------------------------- | ------------------------- | ------------------------- |
| Num                       | Ciclista                  | Pos                       |
| 111                       | Jenno Berckmoes (BEL)     | 4.                        |
| 112                       | Vito Braet (BEL)          | 20.                       |
| 113                       | Gilles De Wilde (BEL)     | 113.                      |
| 114                       | Milan Fretin (BEL)        | 21.                       |
| 115                       | Elias Maris (BEL)         | 56.                       |
| 116                       | Aaron Van Poucke (BEL)    | 16.                       |
| 117                       | Aaron Verwilst (BEL)      | 108.                      |

| Caja Rural-Seguros RGA CJR | Caja Rural-Seguros RGA CJR | Caja Rural-Seguros RGA CJR |
| -------------------------- | -------------------------- | -------------------------- |
| Num                        | Ciclista                   | Pos                        |
| 121                        | Josu Etxeberria (ESP)      | 124.                       |
| 122                        | Tomáš Bárta (CZE)          | HD                         |
| 123                        | David González López (ESP) | 35.                        |
| 124                        | Joseba López (ESP)         | 106.                       |
| 125                        | Joel Nicolau (ESP)         | 43.                        |
| 126                        | Eduard Prades (ESP)        | 36.                        |
| 127                        | Michal Schlegel (CZE)      | 114.                       |

| Equipo Kern Pharma EKP | Equipo Kern Pharma EKP      | Equipo Kern Pharma EKP |
| ---------------------- | --------------------------- | ---------------------- |
| Num                    | Ciclista                    | Pos                    |
| 131                    | Francisco Galván (ESP)      | 62.                    |
| 132                    | Martí Márquez (ESP)         | 89.                    |
| 133                    | Danny van der Tuuk (NED)    | 110.                   |
| 134                    | Pau Miquel (ESP)            | 29.                    |
| 135                    | Eugenio Sánchez López (ESP) | 98.                    |
| 136                    | Raúl García Pierna (ESP)    | 65.                    |
| 137                    | Álex Jaime (ESP)            | 112.                   |

| Tudor Pro Cycling Team TUD | Tudor Pro Cycling Team TUD | Tudor Pro Cycling Team TUD |
| -------------------------- | -------------------------- | -------------------------- |
| Num                        | Ciclista                   | Pos                        |
| 141                        | Nils Brun (SUI)            | 22.                        |
| 142                        | Aloïs Charrin (FRA)        | NP                         |
| 143                        | Jacob Eriksson (SWE)       | 53.                        |
| 144                        | Lucas Eriksson (SWE)       | 58.                        |
| 145                        | Robin Froidevaux (SUI)     | 121.                       |
| 146                        | Petr Kelemen (CZE)         | 10.                        |
| 147                        | Joel Suter (SUI)           | 88.                        |

| Saint Michel-Mavic-Auber 93 AUB | Saint Michel-Mavic-Auber 93 AUB | Saint Michel-Mavic-Auber 93 AUB |
| ------------------------------- | ------------------------------- | ------------------------------- |
| Num                             | Ciclista                        | Pos                             |
| 151                             | Romain Cardis (FRA)             | DNF                             |
| 152                             | Nicolas Debeaumarché (FRA)      | 59.                             |
| 153                             | Anthony Maldonado (FRA)         | 30.                             |
| 154                             | Thomas Devaux (FRA)             | 76.                             |
| 155                             | Thomas Gachignard (FRA)         | 79.                             |
| 156                             | Flavien Maurelet (FRA)          | 52.                             |
| 157                             | Florian Rapiteau (FRA)          | HD                              |

| Go Sport-Roubaix Lille Métropole GRL | Go Sport-Roubaix Lille Métropole GRL | Go Sport-Roubaix Lille Métropole GRL |
| ------------------------------------ | ------------------------------------ | ------------------------------------ |
| Num                                  | Ciclista                             | Pos                                  |
| 161                                  | Thomas Boudat (FRA)                  | 104.                                 |
| 162                                  | Célestin Guillon (FRA)               | 101.                                 |
| 163                                  | Maxime Jarnet (FRA)                  | 120.                                 |
| 164                                  | Maximilien Juillard (FRA)            | 96.                                  |
| 165                                  | Jérémy Leveau (FRA)                  | DNF                                  |
| 166                                  | Tom Mainguenaud (FRA)                | 90.                                  |
| 167                                  | Kenny Molly (BEL)                    | DNF                                  |

| CIC U Nantes Atlantique UCN | CIC U Nantes Atlantique UCN | CIC U Nantes Atlantique UCN |
| --------------------------- | --------------------------- | --------------------------- |
| Num                         | Ciclista                    | Pos                         |
| 171                         | Jordan Jegat (FRA)          | 45.                         |
| 172                         | Yaël Joalland (FRA)         | 57.                         |
| 173                         | Léo Danès (FRA)             | 93.                         |
| 174                         | Maël Guégan (FRA)           | 38.                         |
| 175                         | Robin Plamondon (CAN)       | 63.                         |
| 176                         | Nolann Mahoudo (FRA)        | 25.                         |
| 177                         | Emmanuel Morin (FRA)        | 15.                         |

| Nice Métropole Côte d'Azur NMC | Nice Métropole Côte d'Azur NMC | Nice Métropole Côte d'Azur NMC |
| ------------------------------ | ------------------------------ | ------------------------------ |
| Num                            | Ciclista                       | Pos                            |
| 181                            | Andrea Mifsud                  | 91.                            |
| 182                            | Jonathan Couanon (FRA)         | 94.                            |
| 183                            | Tristan Delacroix (FRA)        | 105.                           |
| 184                            | Jean Goubert (FRA)             | 49.                            |
| 185                            | Julian Lino (FRA)              | 102.                           |
| 186                            | Jean-Louis Le Ny (FRA)         | 109.                           |
| 187                            | Maxime Urruty (FRA)            | 51.                            |

| Beltrami TSA-Tre Colli BTC | Beltrami TSA-Tre Colli BTC | Beltrami TSA-Tre Colli BTC |
| -------------------------- | -------------------------- | -------------------------- |
| Num                        | Ciclista                   | Pos                        |
| 191                        | Matteo Freddi (ITA)        | HD                         |
| 192                        | Thomas Pesenti (ITA)       | 33.                        |
| 193                        | Lucio Pierantozzi (ITA)    | 100.                       |
| 194                        | Andrea Piras (ITA)         | DNF                        |
| 195                        | Alex Raimondi (ITA)        | 97.                        |
| 196                        | Andrea Biancalani (ITA)    | 99.                        |
| 197                        | Michael Vanni (ITA)        | DNF                        |

| Arkéa-Samsic ARK | Arkéa-Samsic ARK          | Arkéa-Samsic ARK |
| ---------------- | ------------------------- | ---------------- |
| Num              | Ciclista                  | Pos              |
| 1                | Maxime Bouet (FRA)        | 68.              |
| 2                | Luca Mozzato (ITA)        | 72.              |
| 3                | Clément Champoussin (FRA) | 60.              |
| 4                | Laurent Pichon (FRA)      | 67.              |
| 5                | Thibault Guernalec (FRA)  | 7.               |
| 6                | Jenthe Biermans (BEL)     | 17.              |
| 7                | Clément Russo (FRA)       | 31.              |

| AG2R Citroën Team ACT | AG2R Citroën Team ACT     | AG2R Citroën Team ACT |
| --------------------- | ------------------------- | --------------------- |
| Num                   | Ciclista                  | Pos                   |
| 11                    | Benoît Cosnefroy (FRA)    | 61.                   |
| 12                    | Pierre Gautherat (FRA)    | 123.                  |
| 13                    | Lawrence Naesen (BEL)     | 111.                  |
| 14                    | Oliver Naesen (BEL)       | 41.                   |
| 15                    | Nicolas Prodhomme (FRA)   | DNF                   |
| 16                    | Valentin Retailleau (FRA) | 117.                  |
| 17                    | Larry Warbasse (USA)      | 64.                   |

| Cofidis COF | Cofidis COF               | Cofidis COF |
| ----------- | ------------------------- | ----------- |
| Num         | Ciclista                  | Pos         |
| 21          | Benjamin Thomas (FRA)     | 84.         |
| 22          | Thomas Champion (FRA)     | 74.         |
| 23          | Alexandre Delettre (FRA)  | 83.         |
| 24          | Wesley Kreder (NED)       | 85.         |
| 25          | Anthony Perez (FRA)       | 47.         |
| 26          | Pierre-Luc Périchon (FRA) | 6.          |
| 27          | Rémy Rochas (FRA)         | 73.         |

| Groupama-FDJ GFC | Groupama-FDJ GFC        | Groupama-FDJ GFC |
| ---------------- | ----------------------- | ---------------- |
| Num              | Ciclista                | Pos              |
| 31               | Bruno Armirail (FRA)    | 54.              |
| 32               | Enzo Paleni (FRA)       | 9.               |
| 33               | Fabian Lienhard (SUI)   | 81.              |
| 34               | Lenny Martinez (FRA)    | 8.               |
| 35               | Jake Stewart (GBR)      | NP               |
| 36               | Lars van den Berg (NED) | 75.              |
| 37               | Samuel Watson (GBR)     | 23.              |

| Alpecin-Deceuninck ADC | Alpecin-Deceuninck ADC      | Alpecin-Deceuninck ADC |
| ---------------------- | --------------------------- | ---------------------- |
| Num                    | Ciclista                    | Pos                    |
| 41                     | Dries De Bondt (BEL)        | 12.                    |
| 42                     | Axel Laurance (FRA)         | 48.                    |
| 43                     | Edward Planckaert (BEL)     | 34.                    |
| 44                     | Lionel Taminiaux (BEL)      | 119.                   |
| 45                     | Fabio Van den Bossche (BEL) | 13.                    |
| 46                     | Ayco Bastiaens (BEL)        | 116.                   |
| 47                     | Siebe Roesems (BEL)         | 115.                   |

| EF Education-EasyPost EFE | EF Education-EasyPost EFE | EF Education-EasyPost EFE |
| ------------------------- | ------------------------- | ------------------------- |
| Num                       | Ciclista                  | Pos                       |
| 51                        | Stefan Bissegger (SUI)    | 82.                       |
| 52                        | Simon Carr (GBR)          | 77.                       |
| 53                        | Marijn van den Berg (NED) | 11.                       |
| 54                        | Ben Healy (IRL)           | 86.                       |
| 55                        | Mark Padun (UKR)          | DNF                       |
| 56                        | Neilson Powless (USA)     | 1.                        |

| TotalEnergies TEN | TotalEnergies TEN        | TotalEnergies TEN |
| ----------------- | ------------------------ | ----------------- |
| Num               | Ciclista                 | Pos               |
| 61                | Pierre Latour (FRA)      | 122.              |
| 62                | Jérémy Cabot (FRA)       | 92.               |
| 63                | Alexis Vuillermoz (FRA)  | 44.               |
| 64                | Thomas Bonnet (FRA)      | 95.               |
| 65                | Mathieu Burgaudeau (FRA) | 55.               |
| 66                | Sandy Dujardin (FRA)     | 37.               |
| 67                | Valentin Ferron (FRA)    | 2.                |

| Israel-Premier Tech IPT | Israel-Premier Tech IPT | Israel-Premier Tech IPT |
| ----------------------- | ----------------------- | ----------------------- |
| Num                     | Ciclista                | Pos                     |
| 71                      | Sep Vanmarcke (BEL)     | 14.                     |
| 72                      | Guillaume Boivin (CAN)  | 18.                     |
| 73                      | Ben Hermans (BEL)       | 78.                     |
| 74                      | Hugo Houle (CAN)        | 19.                     |
| 75                      | Krists Neilands (LAT)   | 5.                      |
| 76                      | Dylan Teuns (BEL)       | 71.                     |
| 77                      | Nadav Raisberg (ISR)    | 40.                     |

| Uno-X Pro Cycling Team UXT | Uno-X Pro Cycling Team UXT       | Uno-X Pro Cycling Team UXT |
| -------------------------- | -------------------------------- | -------------------------- |
| Num                        | Ciclista                         | Pos                        |
| 81                         | Anders Halland Johannessen (NOR) | DNF                        |
| 82                         | Kristoffer Halvorsen (NOR)       | 24.                        |
| 83                         | William Blume Levy (DEN)         | 107.                       |
| 84                         | Martin Bugge Urianstad (NOR)     | 87.                        |
| 85                         | Rasmus Tiller (NOR) (estrada)    | 70.                        |
| 86                         | Erik Nordsæter Resell (NOR)      | 69.                        |
| 87                         | Fredrik Dversnes (NOR)           | 46.                        |

| Lotto Dstny LTD | Lotto Dstny LTD          | Lotto Dstny LTD |
| --------------- | ------------------------ | --------------- |
| Num             | Ciclista                 | Pos             |
| 91              | Arnaud De Lie (BEL)      | 27.             |
| 92              | Johannes Adamietz (GER)  | HD              |
| 93              | Cedric Beullens (BEL)    | DNF             |
| 94              | Jasper De Buyst (BEL)    | 80.             |
| 95              | Sébastien Grignard (BEL) | 26.             |
| 96              | Liam Slock (BEL)         | 32.             |
| 97              | Brent Van Moer (BEL)     | 3.              |

| Bingoal WB BWB | Bingoal WB BWB          | Bingoal WB BWB |
| -------------- | ----------------------- | -------------- |
| Num            | Ciclista                | Pos            |
| 101            | Julian Mertens (BEL)    | 66.            |
| 102            | Luca De Meester (BEL)   | 103.           |
| 103            | Johan Meens (BEL)       | 42.            |
| 104            | Rémy Mertz (BEL)        | 28.            |
| 105            | Ludovic Robeet (BEL)    | 39.            |
| 106            | Luca Van Boven (BEL)    | 50.            |
| 107            | Nathan Vandepitte (FRA) | 118.           |

| Team Flanders-Baloise TFB | Team Flanders-Baloise TFB | Team Flanders-Baloise TFB |
| ------------------------- | ------------------------- | ------------------------- |
| Num                       | Ciclista                  | Pos                       |
| 111                       | Jenno Berckmoes (BEL)     | 4.                        |
| 112                       | Vito Braet (BEL)          | 20.                       |
| 113                       | Gilles De Wilde (BEL)     | 113.                      |
| 114                       | Milan Fretin (BEL)        | 21.                       |
| 115                       | Elias Maris (BEL)         | 56.                       |
| 116                       | Aaron Van Poucke (BEL)    | 16.                       |
| 117                       | Aaron Verwilst (BEL)      | 108.                      |

| Caja Rural-Seguros RGA CJR | Caja Rural-Seguros RGA CJR | Caja Rural-Seguros RGA CJR |
| -------------------------- | -------------------------- | -------------------------- |
| Num                        | Ciclista                   | Pos                        |
| 121                        | Josu Etxeberria (ESP)      | 124.                       |
| 122                        | Tomáš Bárta (CZE)          | HD                         |
| 123                        | David González López (ESP) | 35.                        |
| 124                        | Joseba López (ESP)         | 106.                       |
| 125                        | Joel Nicolau (ESP)         | 43.                        |
| 126                        | Eduard Prades (ESP)        | 36.                        |
| 127                        | Michal Schlegel (CZE)      | 114.                       |

| Equipo Kern Pharma EKP | Equipo Kern Pharma EKP      | Equipo Kern Pharma EKP |
| ---------------------- | --------------------------- | ---------------------- |
| Num                    | Ciclista                    | Pos                    |
| 131                    | Francisco Galván (ESP)      | 62.                    |
| 132                    | Martí Márquez (ESP)         | 89.                    |
| 133                    | Danny van der Tuuk (NED)    | 110.                   |
| 134                    | Pau Miquel (ESP)            | 29.                    |
| 135                    | Eugenio Sánchez López (ESP) | 98.                    |
| 136                    | Raúl García Pierna (ESP)    | 65.                    |
| 137                    | Álex Jaime (ESP)            | 112.                   |

| Tudor Pro Cycling Team TUD | Tudor Pro Cycling Team TUD | Tudor Pro Cycling Team TUD |
| -------------------------- | -------------------------- | -------------------------- |
| Num                        | Ciclista                   | Pos                        |
| 141                        | Nils Brun (SUI)            | 22.                        |
| 142                        | Aloïs Charrin (FRA)        | NP                         |
| 143                        | Jacob Eriksson (SWE)       | 53.                        |
| 144                        | Lucas Eriksson (SWE)       | 58.                        |
| 145                        | Robin Froidevaux (SUI)     | 121.                       |
| 146                        | Petr Kelemen (CZE)         | 10.                        |
| 147                        | Joel Suter (SUI)           | 88.                        |

| Saint Michel-Mavic-Auber 93 AUB | Saint Michel-Mavic-Auber 93 AUB | Saint Michel-Mavic-Auber 93 AUB |
| ------------------------------- | ------------------------------- | ------------------------------- |
| Num                             | Ciclista                        | Pos                             |
| 151                             | Romain Cardis (FRA)             | DNF                             |
| 152                             | Nicolas Debeaumarché (FRA)      | 59.                             |
| 153                             | Anthony Maldonado (FRA)         | 30.                             |
| 154                             | Thomas Devaux (FRA)             | 76.                             |
| 155                             | Thomas Gachignard (FRA)         | 79.                             |
| 156                             | Flavien Maurelet (FRA)          | 52.                             |
| 157                             | Florian Rapiteau (FRA)          | HD                              |

| Go Sport-Roubaix Lille Métropole GRL | Go Sport-Roubaix Lille Métropole GRL | Go Sport-Roubaix Lille Métropole GRL |
| ------------------------------------ | ------------------------------------ | ------------------------------------ |
| Num                                  | Ciclista                             | Pos                                  |
| 161                                  | Thomas Boudat (FRA)                  | 104.                                 |
| 162                                  | Célestin Guillon (FRA)               | 101.                                 |
| 163                                  | Maxime Jarnet (FRA)                  | 120.                                 |
| 164                                  | Maximilien Juillard (FRA)            | 96.                                  |
| 165                                  | Jérémy Leveau (FRA)                  | DNF                                  |
| 166                                  | Tom Mainguenaud (FRA)                | 90.                                  |
| 167                                  | Kenny Molly (BEL)                    | DNF                                  |

| CIC U Nantes Atlantique UCN | CIC U Nantes Atlantique UCN | CIC U Nantes Atlantique UCN |
| --------------------------- | --------------------------- | --------------------------- |
| Num                         | Ciclista                    | Pos                         |
| 171                         | Jordan Jegat (FRA)          | 45.                         |
| 172                         | Yaël Joalland (FRA)         | 57.                         |
| 173                         | Léo Danès (FRA)             | 93.                         |
| 174                         | Maël Guégan (FRA)           | 38.                         |
| 175                         | Robin Plamondon (CAN)       | 63.                         |
| 176                         | Nolann Mahoudo (FRA)        | 25.                         |
| 177                         | Emmanuel Morin (FRA)        | 15.                         |

| Nice Métropole Côte d'Azur NMC | Nice Métropole Côte d'Azur NMC | Nice Métropole Côte d'Azur NMC |
| ------------------------------ | ------------------------------ | ------------------------------ |
| Num                            | Ciclista                       | Pos                            |
| 181                            | Andrea Mifsud                  | 91.                            |
| 182                            | Jonathan Couanon (FRA)         | 94.                            |
| 183                            | Tristan Delacroix (FRA)        | 105.                           |
| 184                            | Jean Goubert (FRA)             | 49.                            |
| 185                            | Julian Lino (FRA)              | 102.                           |
| 186                            | Jean-Louis Le Ny (FRA)         | 109.                           |
| 187                            | Maxime Urruty (FRA)            | 51.                            |

| Beltrami TSA-Tre Colli BTC | Beltrami TSA-Tre Colli BTC | Beltrami TSA-Tre Colli BTC |
| -------------------------- | -------------------------- | -------------------------- |
| Num                        | Ciclista                   | Pos                        |
| 191                        | Matteo Freddi (ITA)        | HD                         |
| 192                        | Thomas Pesenti (ITA)       | 33.                        |
| 193                        | Lucio Pierantozzi (ITA)    | 100.                       |
| 194                        | Andrea Piras (ITA)         | DNF                        |
| 195                        | Alex Raimondi (ITA)        | 97.                        |
| 196                        | Andrea Biancalani (ITA)    | 99.                        |
| 197                        | Michael Vanni (ITA)        | DNF                        |

Convenções:
- AB-N: Abandono na etapa "N"
- FLT-N: Retiro por chegada fora do limite de tempo na etapa "N"
- NTS-N: Não tomou a saída para a etapa "N"
- DES-N: Desclassificado ou expulsado na etapa "N"

## UCI World Ranking
A Volta a Comunidade Valenciana outorgará pontos para o UCI World Ranking para corredores das equipas nas categorias UCI WorldTeam, UCI ProTeam e Continental. As seguintes tabelas são o barómetro de pontuação e os dez corredores que obtiveram mais pontos:
| Posição             | 1.º | 2.º | 3.º | 4.º | 5.º | 6.º | 7.º | 8.º | 9.º | 10.º | 11.º | 12.º | 13.º | 14.º | 15.º | 16.º-30.º | 31.º-40.º |
| Classificação geral | 200 | 150 | 125 | 100 | 85  | 70  | 60  | 50  | 40  | 35   | 30   | 25   | 20   | 15   | 10   | 5         | 3         |
| Por etapa           | 20  | 15  | 10  | 5   | 3   |     |     |     |     |      |      |      |      |      |      |           |           |
| Líder               | 5   |     |     |     |     |     |     |     |     |      |      |      |      |      |      |           |           |

| Classificação |                     |                       |        |
| Posição       | Ciclista            | Equipa                | Pontos |
| ------------- | ------------------- | --------------------- | ------ |
| 1.º           | Neilson Powless     | EF Education-EasyPost | 200    |
| 2.º           | Valentin Ferron     | TotalEnergies         | 150    |
| 3.º           | Brent Van Moer      | Lotto Dstny           | 125    |
| 4.º           | Jenno Berckmoes     | Flanders-Baloise      | 100    |
| 5.º           | Krists Neilands     | Israel-Premier Tech   | 85     |
| 6.º           | Pierre-Luc Périchon | Cofidis               | 70     |
| 7.º           | Thibault Guernalec  | Arkéa Samsic          | 60     |
| 8.º           | Lenny Martinez      | Groupama-FDJ          | 50     |
| 9.º           | Enzo Paleni         | Groupama-FDJ          | 40     |
| 10.º          | Petr Kelemen        | Tudor                 | 35     |